# Rhynchozoon nasutum
Rhynchozoon nasutum is een mosdiertjessoort uit de familie van de Phidoloporidae. De wetenschappelijke naam van de soort is voor het eerst geldig gepubliceerd in 1938 door Marcus.